# Liste der Naturdenkmale in Hirschhorn (Neckar)
Die Liste der Naturdenkmale in Hirschhorn (Neckar) nennt die im Gebiet der Stadt Hirschhorn (Neckar) im Landkreis Bergstraße in Hessen gelegenen Naturdenkmale.

## Liste
| Bild            | Bezeichnung                                                            | Ortsteil, Lage                             | Beschreibung | Art          | Nr.       |
| --------------- | ---------------------------------------------------------------------- | ------------------------------------------ | --- | ------------ | --------- |
| Fotos hochladen | Waldbrudershütte, Halbhöhle im Buntsandstein, ehem. Kultstätte         | Hirschhorn 49° 27′ 28,7″ N, 8° 52′ 7,5″ O  | Natürliche überhängende Feldformation von landeskundlichem Wert.                                                                       |              | 431.12-11 |
| Fotos hochladen | Drachenbrünnchen                                                       | Hirschhorn 49° 27′ 29″ N, 8° 52′ 14,9″ O   | Als natur- und landesgeschichtlich bemerkenswert geschützter Quellaustritt am Ulfenbach.                                               |              | 431.12-13 |
| BW              | Straußfarn (Matteuccia struthiopteris) im Wiesengrund am Ulfenbach     | Hirschhorn 49° 26′ 58″ N, 8° 53′ 17,1″ O   | Aufgrund besonderer Seltenheit geschütztes Straußfarnvorkommen am Ulfenbach.                                                           |              | 431.12-15 |
| Fotos hochladen | Altbaumbestand mit Steinernem Tisch, ehem. Kultstätte                  | Hirschhorn 49° 27′ 32,5″ N, 8° 55′ 19,5″ O | Im Staatswald. Geschützt als besonders eigenartiges Ensemble von landeskundlichem Wert.                                                |              | 431.12-16 |
| BW              | Im Kellerswald, Steinbruch im Buntsandstein                            | Hirschhorn 49° 27′ 16,6″ N, 8° 56′ 46,3″ O | Über der B37 nahe Pleutersbach. Wegen Steilwänden mit Brutplätzen seltener Vögel, seltenen Pflanzen und natürlichen Quellen geschützt. |              | 431.12-17 |
| BW              | Alte Flatterulme (Ulmus laevis) beim Campingplatz (eigentlich 2 Bäume) | Hirschhorn 49° 27′ 11,3″ N, 8° 52′ 30,2″ O | Aufgrund bizarrer Stammgestalt und hohem Alters geschützte Baumruine.                                                                  | Flatterulme  | 431.12-18 |
| Fotos hochladen | Tulpenbaum (Liriodendron tulipifera) auf dem Ersheimer Friedhof        | Hirschhorn 49° 27′ 8,8″ N, 8° 54′ 33,2″ O  | Der Baum bei der Esheimer Friedhofskapelle ist geschützt als weitaus mächtigster seiner Art im Kreis. Besondere Schönheit.             | Tulpenbaum   | 431.12-19 |
| BW              | Eiche (Quercus petraea) an der Unholdebuche                            | Hirschhorn 49° 27′ 1,5″ N, 8° 52′ 21,8″ O  | Aufgrund hohem Alter und besonderer Stärke geschützte Traubeneiche.                                                                    | Traubeneiche | 431.12-20 |
| BW              | Eiche (Quercus robur) oberhalb der Waldbrudershütte                    | Hirschhorn 49° 27′ 22,1″ N, 8° 51′ 54,2″ O | Aufgrund hohem Alter und ungewöhnlicher Stärke geschützte Stieleiche.                                                                  | Stiel-Eiche  | 431.12-21 |